# John Wilson Croker

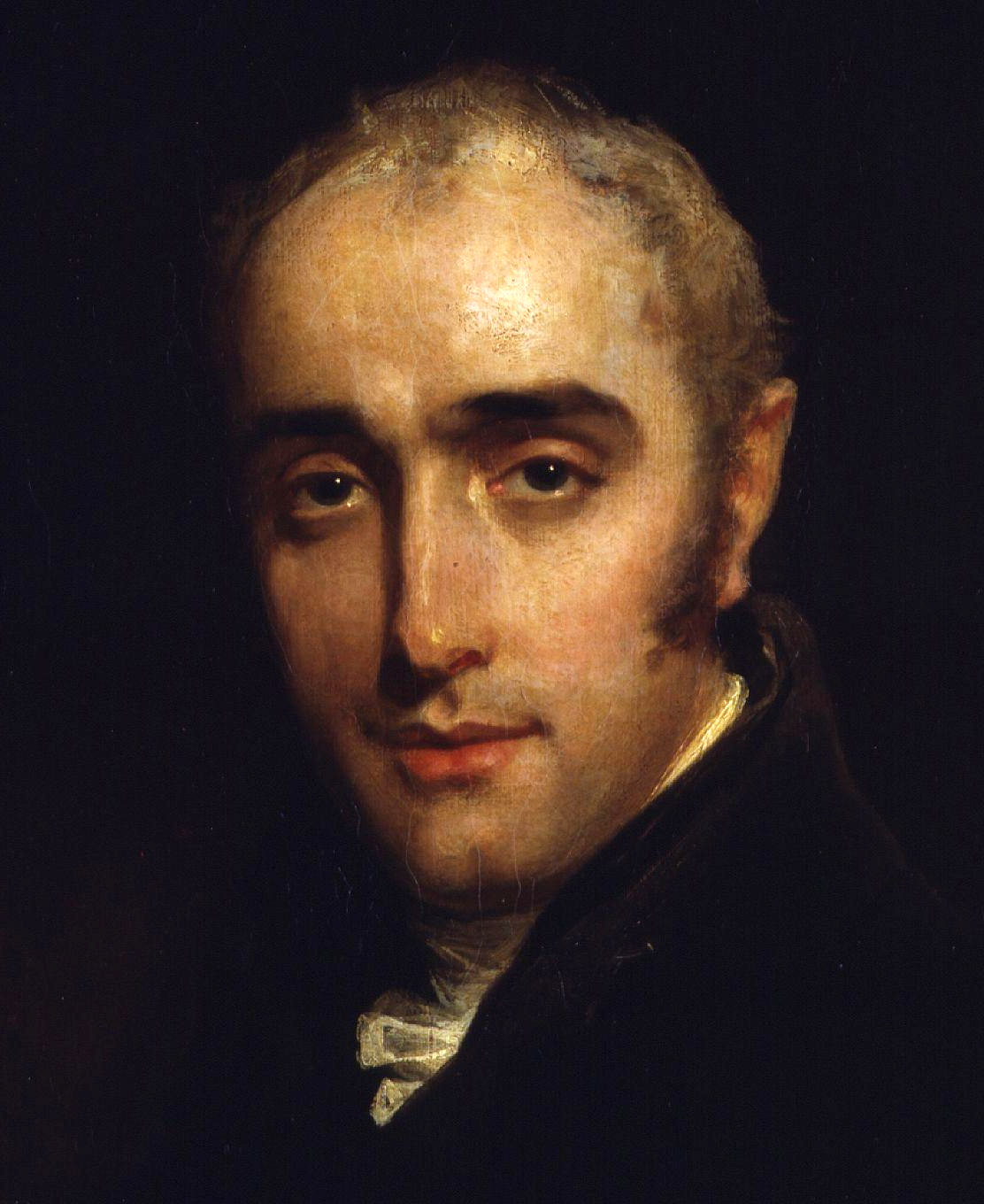
John Wilson Croker

John Wilson Croker (* 20. Dezember 1780 in Galway; † 10. August 1857 in Hampton, London) war ein englischer Parlamentsredner, Dichter und Journalist.

## Leben
John Croker studierte Jura am Trinity College in Dublin, praktizierte dann auch dort und wurde 1807 von der irischen Grafschaft Down ins Parlament gewählt. Als erster Sekretär der Admiralität gewann er Einfluss auf die Verwaltung des Seewesens, legte aber 1830 seine Stelle nieder und kämpfte im Parlament 1830–32 als Tory gegen die Reformbill. Croker war ein Fürsprecher der Katholikenemanzipation, für die er in seinem 1807 erschienenen Pamphlet The State of Ireland, Past and Present eingetreten war.
In seinen Familiar epistles (1804) geißelte er die irische Schaubühne, und in An intercepted letter from China (1805) schilderte er mit schonungsloser Satire die Sitten von Dublin. Großen Beifall fand sein Gedicht The battles of Talavera (1809) wie nicht minder seine Stories from the history of England, die W. Scott zum Vorbild für seine Tales of a grandfather dienten. Noch verdienen die Songs of Talavera (1806) und die Schrift A sketch of Ireland, past and present (1807) Erwähnung. Mit Scott und Canning gründete er 1809 die Quarterly Review, für welche er viele zum Teil sehr bemerkenswerte Aufsätze schrieb; auch gab er Boswells Johnson (1831, 5 Bände, zuletzt 1874) heraus. Vgl. Correspondence and diaries of the R. H. John Wilson C. (hrsg. von Jennings, London 1884). Die Croker-Passage, eine Meerenge im westantarktischen Palmer-Archipel, trägt seinen Namen.